# Hrvaško narodno gledališče v Splitu
Hrvaško narodno gledališče v Splitu (hrvaško: Hrvatsko narodno kazalište u Splitu; kratica: HNK Split) je hrvaško nacionalno dramsko, operno in baletno gledališče s sedežem v Splitu. Ustanovljeno je bilo 6. maja 1893. Gledališče sprva ni imelo lastnega umetniškega ansambla, program so zato vzdrževale predvsem potujoče gledališke operne skupine; prevladovale so češke in italijanske ter ansambli z gledališč v Zagrebu, Osijeku in Beogradu. Med obema vojnama sta ljubljanska in zagrebška opera skoraj vsak maj gostovali v Splitu.

## Vodstvo gledališča:
- Intendant: Srećko Šestan
- Ravnatelj opere: Jure Bučević
- Ravnatelj baleta: Ilir Kerni
- Ravnateljica drame: Jelena Bosančić
- Poslovna ravnateljica: Marica Glavaš[2]

## Festivali
Hrvaško narodno gledališče v Splitu poleg rednega programa organizira tudi dva tradicionalna festivala:

### Splitsko poletje(Splitsko ljeto)
Splitsko poletje (Splitsko ljeto) je bilo uvedeno leta 1954 in velja za drugi najstarejši festival uprizoritvenih umetnosti na Hrvaškem (po Dubrovniškem poletnem festivalu). Festival običajno poteka v 30 dnevnem obdobju od sredine julija do sredine avgusta in vključuje veliko različnih prireditev, kot so jazzovski in klasični koncerti na prostem, razstave, gledališke predstave na prostem in sodobne plesne predstave. Deli programa običajno potekajo zgodovinskih prizoriščih v mestu, kot je Dioklecijanova palača.
Med nastopajočimi so bili priznani dirigenti Kurt Adler, Mladen Bašić, Anton Guadagno, Ernst Märzendorfer, Lovro von Matačić, Boris Papandopulo, Vjekoslav Šutej, pa tudi znani pevci, kot so Martina Arroyo, Radmila Bakočević, Fiorenza Cedolins, Michèle Crider, Biserka Bonaldo Giaiotti, James McCracken, Zinka Milanov, Hasmik Papian, Enzo Sordello, Eleanor Steber, Lucilla Udovich, Ivo Vinco itd.

### Marulićevi dnevi(Marulićevi dani)
Marulićevi dnevi (Marulićevi dani) potekajo od leta 1991, na 490. obletnico izida Judite, enega najpomembnejših hrvaških literarnih del avtorja Marka Marulića iz 15. stoletja. Tedenski festival, ki je potekal aprila, prikazuje najboljše dosežke v hrvaški dramatiki v preteklem letu. Glavna nagrada na festivalu, ki ga sponzorira Ministrstvo za kulturo in medije Republike Hrvaške, je nagrada Marina Držića, ki jo prejme avtor najboljše drame, napisane v tistem letu.